# España negra

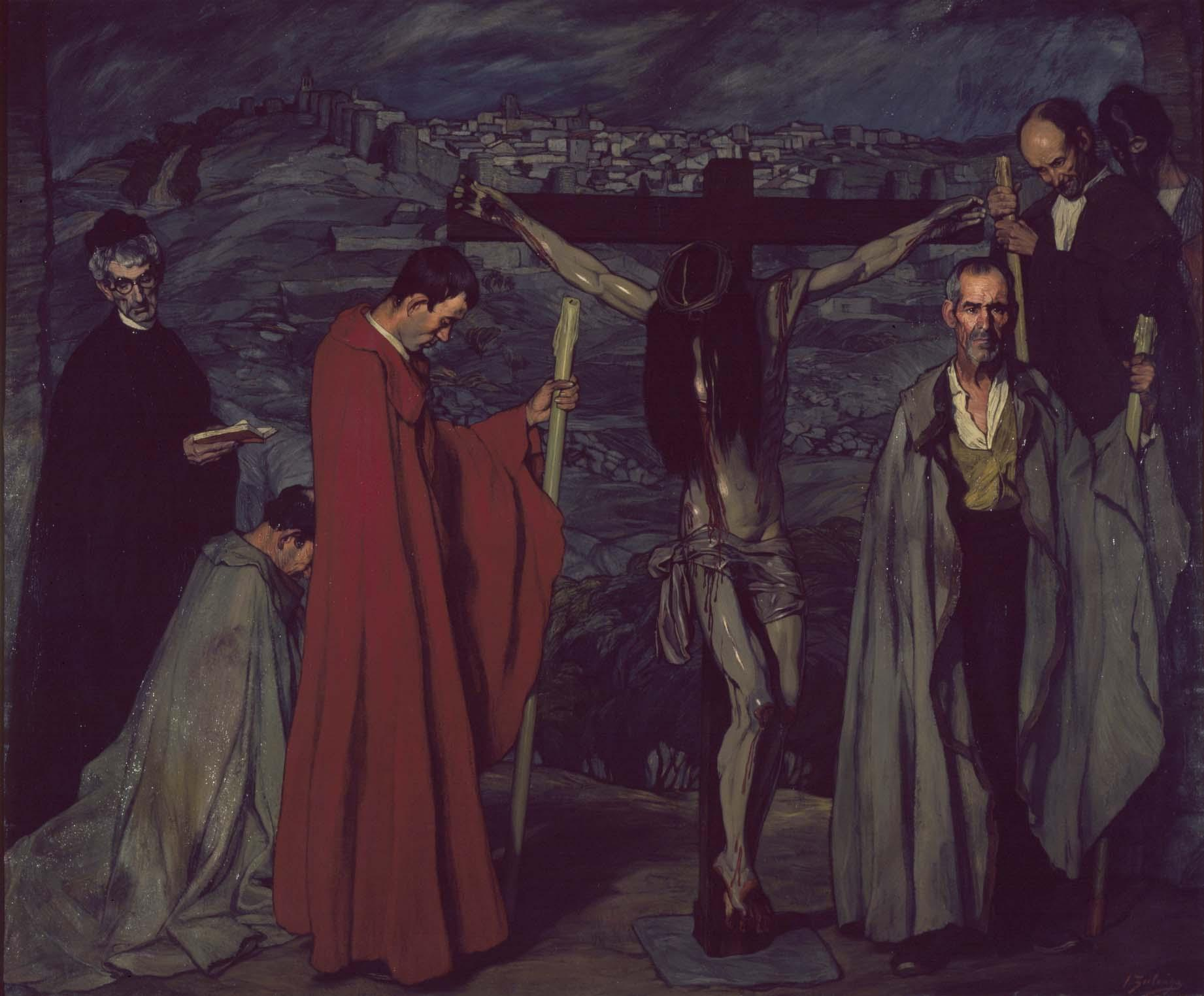
Ignacio Zuloaga, El Cristo de la Sangre (1911).

La «España negra», en el ámbito de la pintura española de finales del siglo xix y primera mitad del xx, se llama al conjunto de escenas tremendistas, pintadas o dibujadas —y en menor medida, esculpidas—, producidas en España y por pintores en su mayoría españoles durante dicho periodo.
El concepto y su desarrollo fueron a su vez recogidos por los propios pintores implicados en libros como España negra, cuaderno de viaje realizado en 1888 por Émile Verhaeren y Darío de Regoyos y publicado años después, o La España negra (1920), de José Gutiérrez-Solana. Diversos autores señalan la relación entre ese mundo pictórico y la obra de Goya —y de manera más evidente con sus pinturas negras.
Con o sin influencias goyescas, la obra de pintores de la «España negra», como Regoyos, Gutiérrez Solana, Ignacio Zuloaga o Isidro Nonell,  aparece como una proyección o recreación de la estética y la temática macabra de la leyenda negra de España (situada entre los siglos xvi y xviii). Otros autores relacionan esa visión parcial —y oculta— de la «España profunda» subyugada por la religión, con algunas de las fijaciones de la Generación del 98.

## Viajeros de la «España negra»

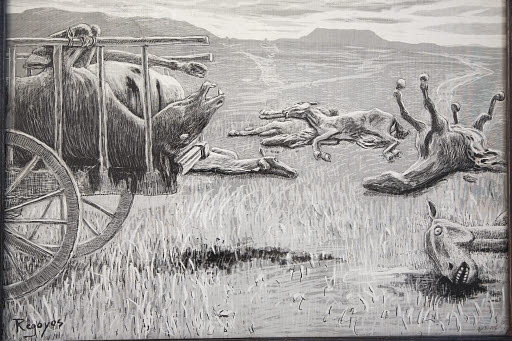
Víctimas de la Fiesta, xilografía de Regoyos (1894), conservada en la colección de la Fundación Municipal Joan Abelló, en Mollet del Vallés.

En 1888, Regoyos y el poeta belga Émile Verhaeren realizaron juntos un viaje por España. El resultado serían los cuadernos de España negra, con documentación gráfica, esquemas, dibujos y comentarios más o menos etnográficos de determinadas costumbres conservadas en Guipúzcoa (Guetaria, Zarauz, Rentería) y en capitales españolas como Pamplona, Madrid, Ávila o Burgos, todo ello visitado y recreado con un descarado gusto morboso e intención de denuncia.

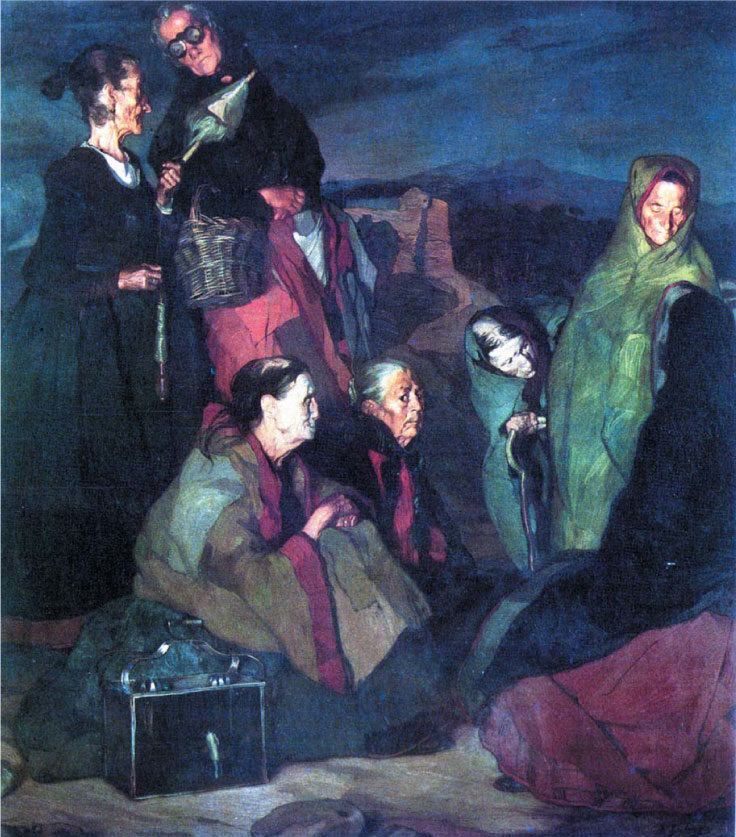
Ignacio Zuloaga, Las brujas de San Millán (1907).

La primera entrega de esas impresiones de viaje aparecieron en la revista L’Art Moderne, firmadas por Verhaeren solo y tituladas «Impressions d’artiste». Más tarde, en 1898, aparecerá en la revista Luz —dirigida por el propio Regoyos— una edición más completa, con el nombre de España negra, coincidiendo con la gran exposición del pintor en Els Quatre Gats del 6 al 27 de noviembre de 1897. Los materiales publicados en Luz fueron editados por la imprenta de Pedro Ortega, como edición definitiva ilustrada con xilografías («27 grabados y 7 originales en boj»), saludo de Rodrigo Soriano, presentación y dibujos de Regoyos y textos de Verhaeren.
Otro pintor español implicado con este fenómeno estético fue el noventayochista Ignacio Zuloaga, que también hizo un viaje con el doctor Marañón a Las Hurdes y a la Sierra de Gredos, continuando en esa geografía abandonada su curiosidad por retratar aspectos de la «España descarnada».

## Gutiérrez Solana

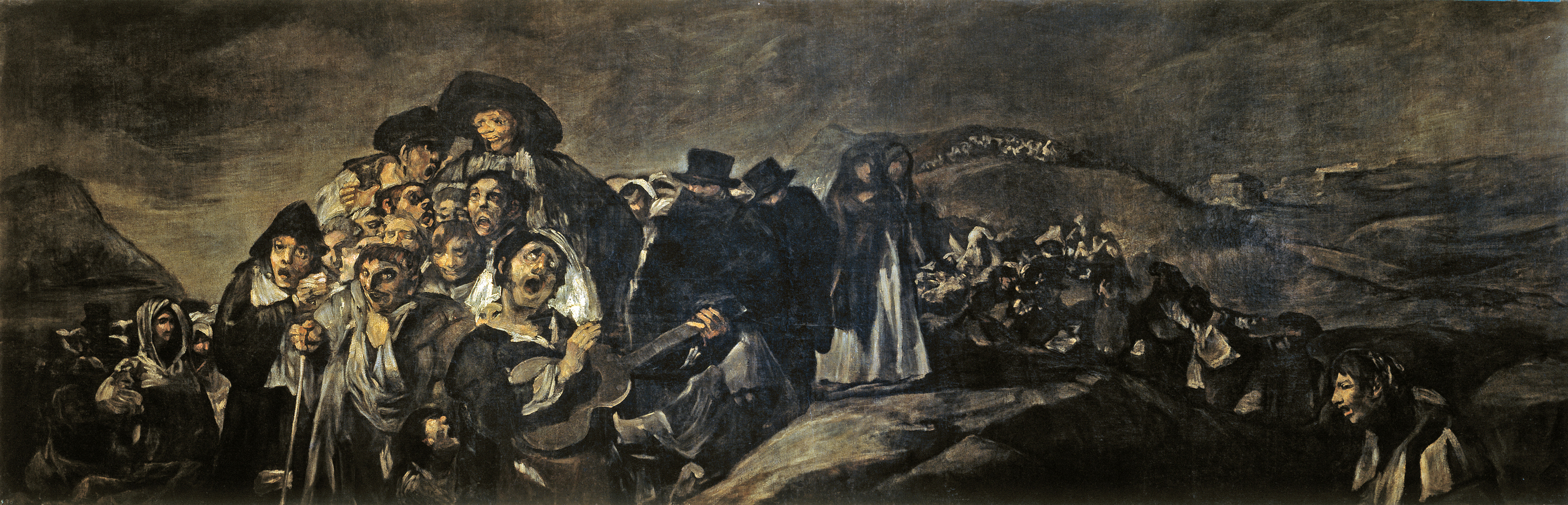
La romería de San Isidro, una de las pinturas negras realizadas por Francisco de Goya entre 1819 y 1823.

Definido por Antonio Machado como «Goya necrómano o, lo que es igual, antípoda de Goya», José Gutiérrez Solana, pintor y escritor expresionista , puede considerarse, por el conjunto total de su obra, el continuador y más rico creador de la estética tremendista de la «España moralmente negra», así definida por Regoyos en 1899.
Así mismo, se ha querido identificar el elemento costumbrista en Solana y su homónima serie de La España negra, continuando la representación de la España más tenebrosa con una mirada más crítica o satírica, e incluso esperpéntica y pictóricamente más cercana a Goya.  De ese modo, Solana cerraba el círculo iniciado por Darío de Regoyos y el modernista Isidre Nonell (en su aspecto más poético).
En la línea de ese «costumbrismo siniestro» pudiera catalogarse también una parcela importante de la obra periodística y literaria de Ramón Gómez de la Serna, profundo admirador de Solana y compañeros en el cenáculo de la sagrada cripta del Pombo.

## Referencias

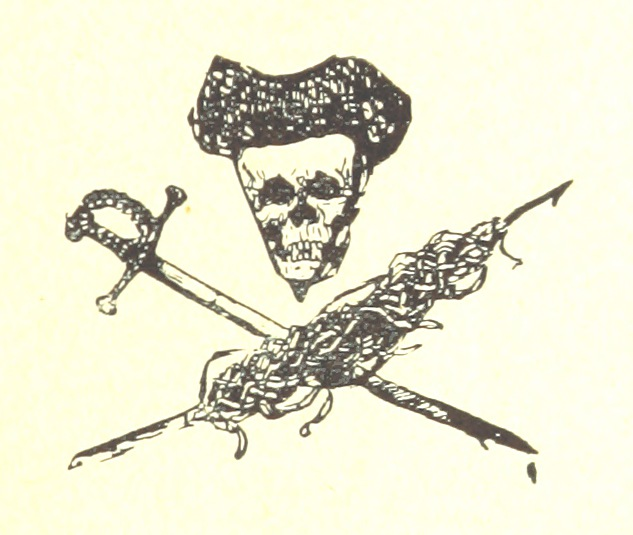
Ilustración para la portada interior de España negra, edición de Regoyos en 1899.

## Bibliografía

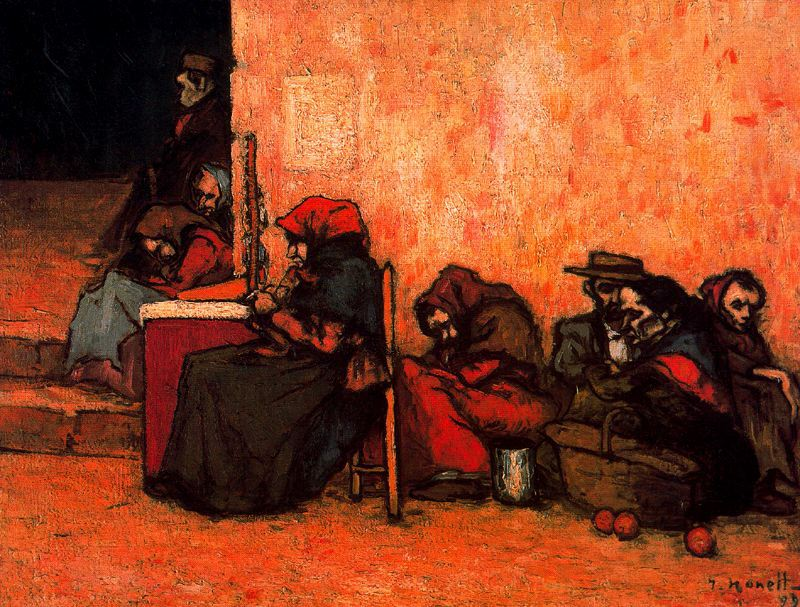
Isidre Nonell, Esperant la sopa (1899).